# Zambezi (regio)
Zambezi, voorheen Oost-Caprivi of kortweg Caprivi, is een bestuurlijke regio in Namibië. Deze regio omvat het oostelijk deel van de Caprivistrook. De regio Zambezi wordt begrensd door een viertal rivieren: Kwando, Linyanti, Chobe en Zambezi.
Het gebied wordt bewoond door verschillende volken, die worden aangeduid als Capriviërs.

## Naamgeving en bestuur
Vóór de Westerse kolonisatie en tijdens het bestuur als Brits protectoraat heette het gebied Itenge. Na de sluiting van het Duits-Engels Akkoord van 1890 werd het onderdeel van de door Duitsland geannexeerde Caprivistrook. Die naam was afgeleid van de naam van de Duitse Rijkskanselier Leo von Caprivi, die het verdrag met de Britten sloot.

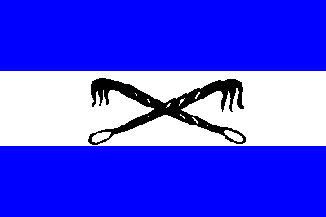
Boven bantoestan-
vlag tot 1977

bantoestan-
vlag

Onder het Volkenbond-mandaat dat Zuid-Afrika in 1920 over Zuidwest-Afrika kreeg toegewezen, werd de regio Oost-Caprivi genoemd. Onder het apartheidsbewind werd het volgens het Plan Odendaal als bantustan toegewezen aan de lokale bevolking. Op 1 april 1975 kregen de Capriviërs beperkt zelfbestuur en een nieuwe vlag. Oost-Caprivi werd daarbij hernoemd tot Lozi. Lozi is een historische naam die verwijst naar de vroegere Lozi-koningen (de Luyana Litungas), die destijds over het gebied heersten.
In maart 1990 werd het land onder de naam Namibië onafhankelijk. Oost-Caprivi werd voortaan de regio Caprivi genoemd. In augustus 2013 werd de regio nogmaals herdoopt, van Caprivi naar Zambezi, naar de naam van de rivier Zambezi. Hiermee werd afstand gedaan van de koloniale naamgeving. Veel inwoners van de regio Caprivi waren niet blij met de naamswijziging, omdat ze die zagen als een bedreiging voor de identiteit van de Capriviërs.
Gelijktijdig werden de kiesdistricten Linyanti en Kabbe gesplitst, zodat het totale aantal op 8 kwam. Omdat ook de regio Kavango werd gesplitst, kwam het totaal aantal landelijke provincies op veertien. Ten slotte werd ook nog de naam van de zuidelijke provincie Karas tot ǁKaras hernoemd.

## Separatisme
Al voor de onafhankelijkheid van Namibië zijn stemmen opgegaan voor afscheiding van de Caprivi. In de jaren 90 van de 20e eeuw hebben vertegenwoordigers van de Mawfe bevolking de ondergrondse Caprivi Liberation Army opgericht.
Sinds 1999 hebben de Namibische autoriteiten 120 mensen opgepakt op verdenking van hoogverraad. Na jaren opgesloten te hebben gezeten is de rechtszaak tegen de verdachten in 2004 van start gegaan in Grootfontein.

## Plaatsen

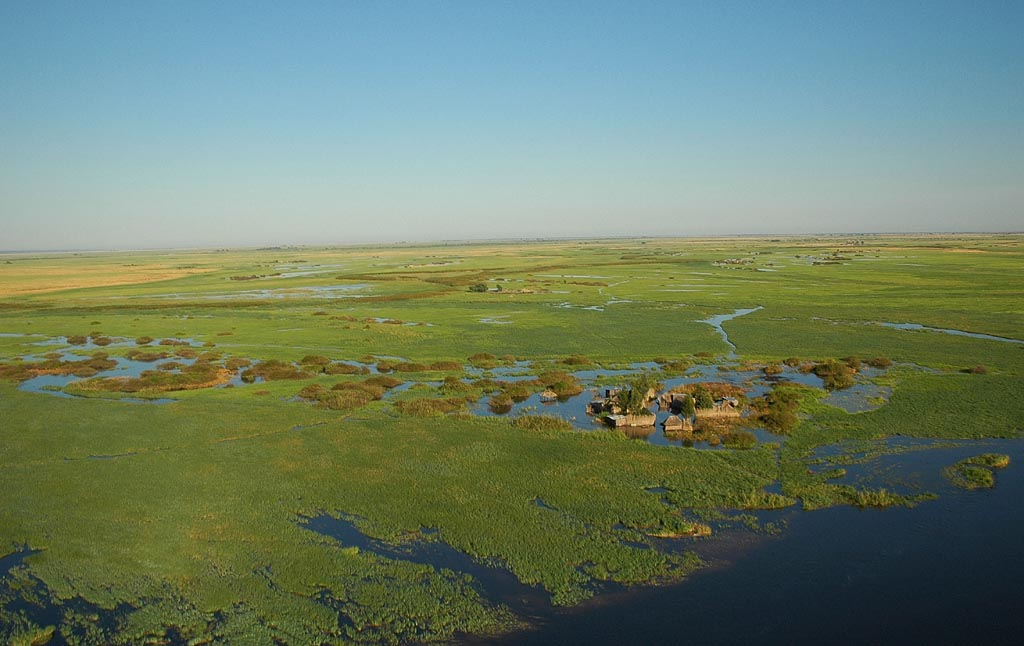
Caprivi-uiterwaarden

- Bukalo, genomineerd als village
- Katima Mulilo, town, 33 km²

Zambezi · Erongo · Hardap · ǁKaras · Kavango Oost · Kavango West · Khomas · Kunene · Ohangwena · Omaheke · Omusati · Oshana · Oshikoto · Otjozondjupa